# Branchipodopsis browni
Branchipodopsis browni är en kräftdjursart som beskrevs av Barnard 1924. Branchipodopsis browni ingår i släktet Branchipodopsis och familjen Branchipodidae. Inga underarter finns listade.